# 行革110番
行革110番（ぎょうかくひゃくとうばん）は、東京都で活動する1人会派の政治団体である。

## 概要
1985年、東京都世田谷区のパン屋経営者・後藤雄一とサラリーマンの大庭正明によって「世田谷行革110番」が結成されたのが始まりである。
活動の多くはオンブズマン運動である。

## 世田谷行革110番の設立
パン屋を営んでいる後藤雄一は朝から1日中ラジオを聴きながら、仕事をしていた。
ある日、朝7時からニッポン放送の山谷親平のお早うニッポンを聴いていると、武蔵野市の小学校用務員の退職金と給食調理員の年収の話題が放送されていた。
行政に興味を持った後藤は役人への聞き取りを開始し、世田谷区の行政の実態を知ることになる。
そして、自らが経営するパン屋の開店7周年記念セールのチラシに役人の税金無駄遣いなどに関するコーナーを設置し、新聞の折り込みとして、1万部を配布したところ、世田谷区在住のある会社社長からカンパの申し出があった。
そのカンパによって世田谷行革110番が設立された。

## 沿革
- 1985年：東京都世田谷区で「世田谷行革110番」が結成される。
- 1987年：後藤雄一が世田谷区長選挙、大庭正明が世田谷区議会議員選挙に立候補。後藤は落選、大庭は最下位で初当選。
- 2001年：東京都議会議員選挙で後藤が初当選。都議会で行革110番初の議席を得る。
- 2003年：東京都豊島区で五十嵐稔が豊島行革110番として初当選。
- 2009年：東京都議会議員選挙で後藤が最下位で落選。都議会で行革110番の議席を失う。
- 2011年：豊島区議会議員選挙で豊島行革110番の五十嵐稔が落選[1]。

## 現況
大庭正明は1987年の初当選以来、世田谷区議会議員選挙に10期連続で当選しており（2023年現在）、行革110番の世田谷区議会の1議席を守り続けている。現在は、無所属の区議・日本維新の会の区議と共同で「無所属・世田谷行革110番・維新」の会派を組んでいる。